# والتر جاكسون (لاعب هوكي الجليد)
والتر جاكسون هو لاعب هوكي الجليد كندي، ولد في 3 يونيو 1908، وتوفي في 7 أكتوبر 1982.

## وصلات خارجية
- والتر جاكسون على موقع دوري الهوكي الوطني (الإنجليزية)
- والتر جاكسون على موقع قاعة مشاهير الهوكي (لاعب أن.إتش.أل) (الإنجليزية)
- والتر جاكسون على موقع EliteProspects.com (الإنجليزية)
- والتر جاكسون على موقع HockeyDB.com (الإنجليزية)
- والتر جاكسون على موقع Hockey-Reference.com (الإنجليزية)